# Diane Birch
Diane Birch, född 24 januari 1983 i Michigan, är en amerikansk sångerska som gjorde debut med skivan Bible Belt 2009. Den innehåller bland annat låtarna "Valentino", "Nothing But a Miracle" och "Fools".

## Diskografi
Studioalbum
- 2009 – Bible Belt
- 2013 – Speak a Little Louder

EPs
- 2010 – iTunes Session - EP
- 2010 – The Velveteen Age (med Phenomenal Handclap Band)
- 2016 – Nous

Singlar
- 2009 – "Nothing But a Miracle" (#29 på Billboard Alternative Songs)
- 2009 – "Valentine"
- 2010 – "This Corrosion"
- 2011 – "Wind Up Bird Song"
- 2014 – "All the Love You Got"
- 2016 – "Nite Time Talking"